# Gebran Bassil

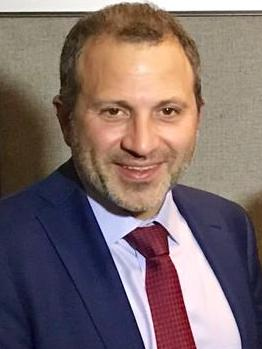
Gebran Bassil (2018)

Gebran Bassil (auch Dschebran Bassil; arabisch جبران باسيل, DMG Ǧabrān Bāsīl; * 21. Juni 1970 in Batrun) ist ein libanesischer Politiker der überwiegend christlichen Freien Patriotischen Bewegung.

## Leben
Bassil studierte an der Amerikanischen Universität Beirut Ingenieurswesen. Im Regierungskabinett von Fuad Siniora war er Minister für Telekommunikation. 2008 wurde er Minister für Energie und Wasserversorgung im Libanon im Regierungskabinett von Nadschib Miqati. Bassil war ab Februar 2014 als Nachfolger von Adnan Mansour Außenminister des Libanon im Regierungskabinett von Saad Hariri. Seit September 2015 ist er Parteivorsitzender der Freien Patriotischen Bewegung. Bassil ist mit der Tochter des libanesischen Präsidenten Michel Aoun, Chantale Michel Aoun, verheiratet und hat drei Kinder.